# Saint-Marcel-d’Urfé
Saint-Marcel-d’Urfé település Franciaországban, Loire megyében. Lakosainak száma 269 fő (2022. január 1.). Saint-Marcel-d’Urfé Saint-Just-en-Chevalet, Champoly, Juré, Saint-Martin-la-Sauveté és Saint-Romain-d’Urfé községekkel határos.

## Népesség
A település népessége az elmúlt években az alábbi módon változott:
| Lakosok száma | 336  | 301  | 268  | 299  | 294  | 296  | 290  | 283  | 278  | 269  |
|               | 1968 | 1982 | 1990 | 2006 | 2013 | 2015 | 2017 | 2019 | 2020 | 2022 |